# Лялино (Юкаменский район)
Лялино — деревня в Юкаменском районе Удмуртии, в составе Верх-Унинского сельского поселения.

## География
Деревня расположена на высоте 217 м над уровнем моря.
Улицы:
- Вишнёвая
- Полевая

## Население
Численность постоянного населения деревни составляет 6 человек (2007).